# Klatka meteorologiczna

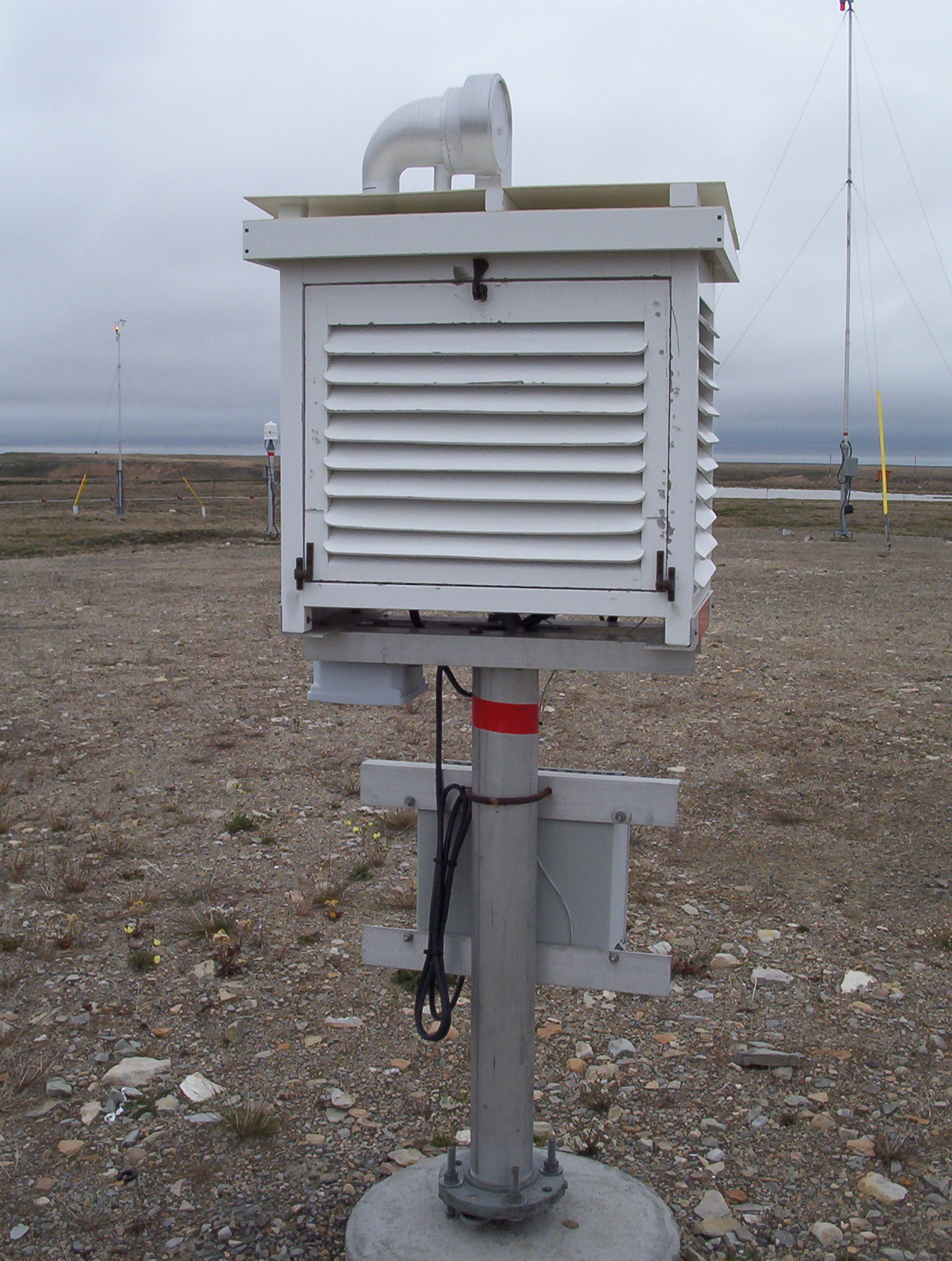
Klatka meteorologiczna

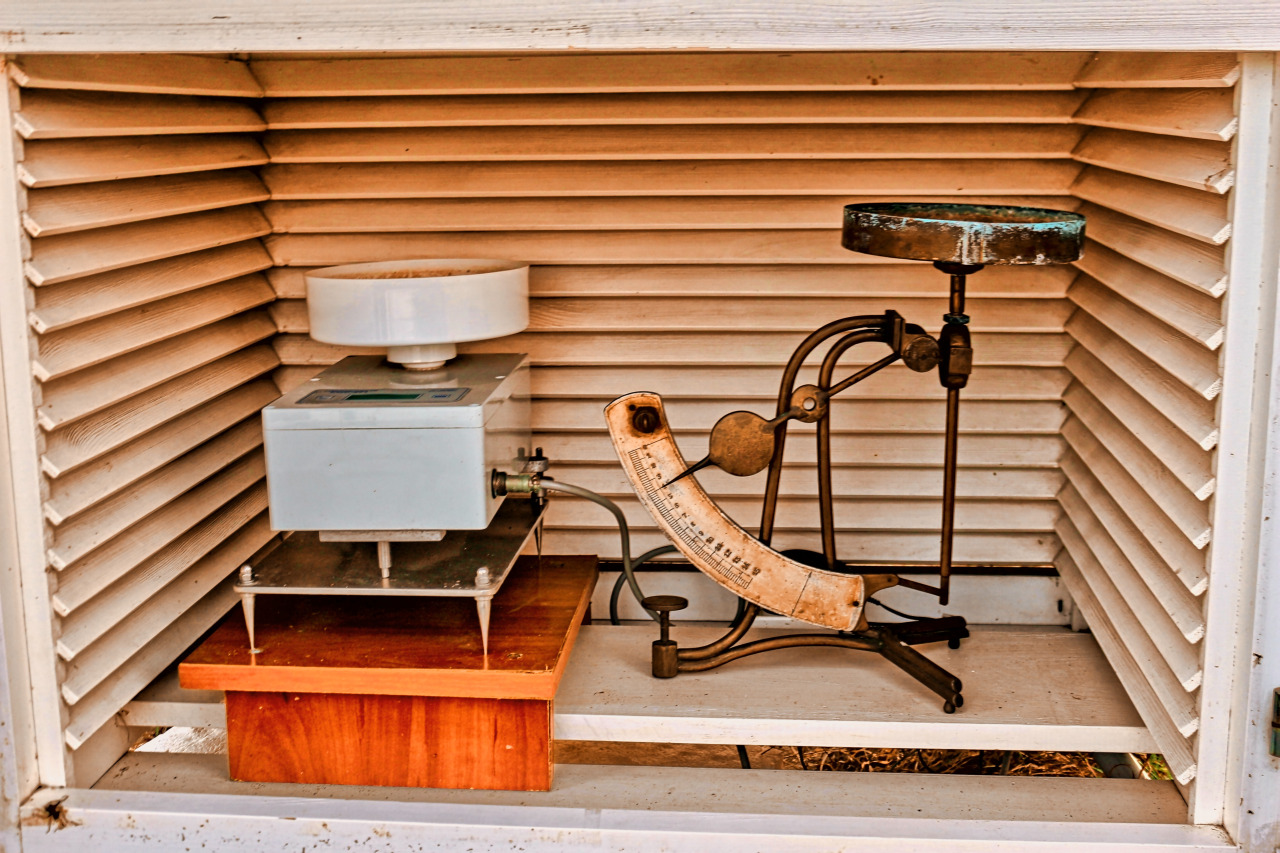
Klatka meteorologiczna z instrumentami pomiarowymi

Klatka meteorologiczna lub Klatka Stevensona – obiekt służący do zabezpieczenia przyrządów niezbędnych do wykonywania pomiarów meteorologicznych przed bezpośrednim działaniem zjawisk atmosferycznych.

## Usytuowanie
Na terenie ogródka meteorologicznego, na powierzchni równej i płaskiej, z dala od zbiorników wodnych, brzegów rzek czy potoków, nie powinny się znajdować na wszelkiego rodzaju wzniesieniach, w pobliskim otoczeniu nie powinno być zabudowań, wysokich drzew, tak aby powietrze miało łatwą możliwość wymiany. Nawierzchnia ogródka powinna być charakterystyczna dla danej lokalizacji np. porośnięta trawą regularnie koszoną.

## Wyposażenie i wygląd klatki meteorologicznej

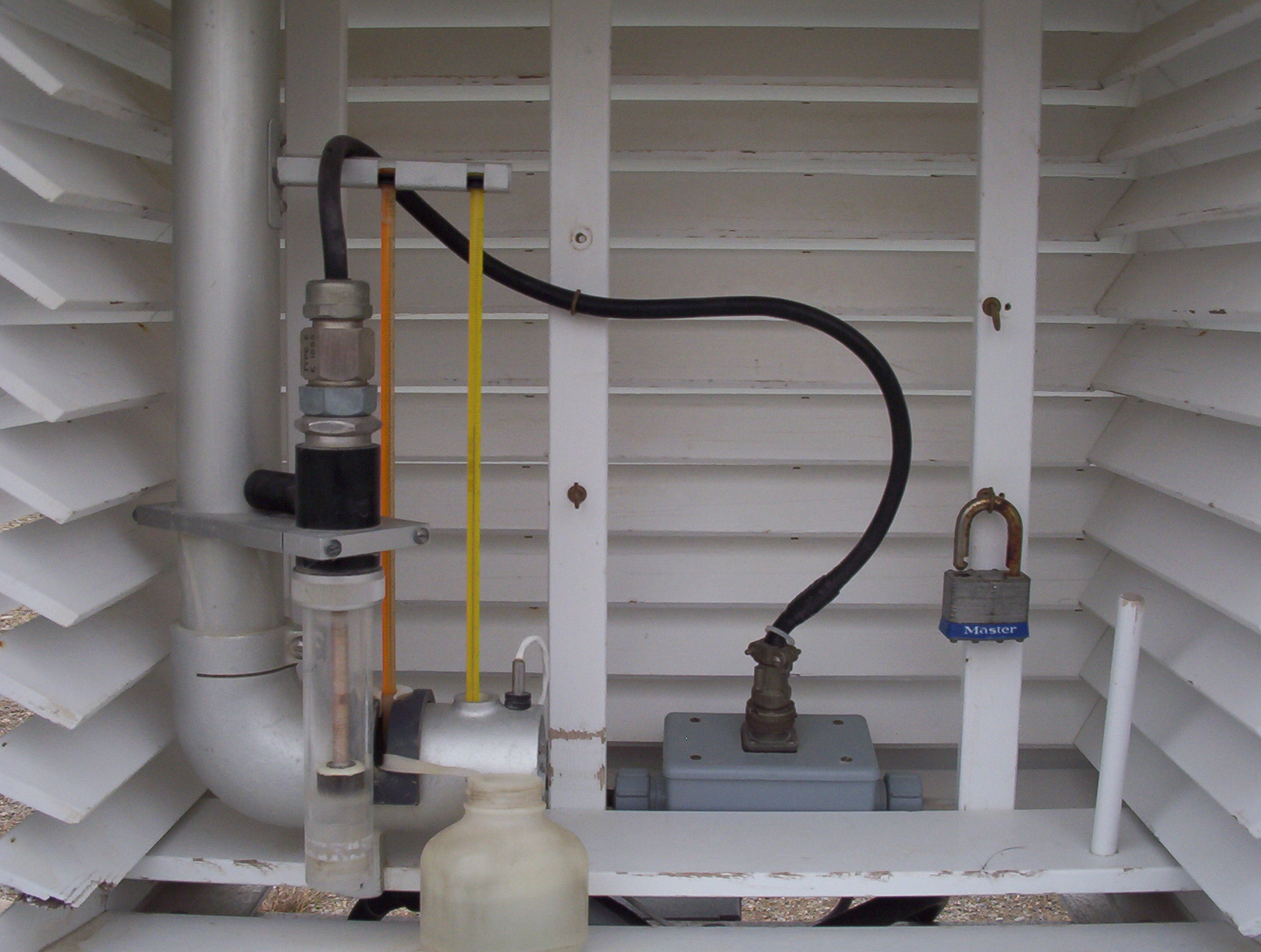
Wnętrze klatki meteorologicznej

Wymiary klatki to 50cm/50cm/75cm, dno z 3 desek (środkowa nieco wyżej – w celu zapewnienia przewiewności klatki, a tym samym dokładności pomiarów), ścianki z tzw. żaluzji, kolor biały, dach pochylony w stronę południową, w suficie otwory wentylacyjne, drzwiczki od strony północnej;
wewnątrz przyrządy pomiarowe, których czujniki powinny znajdować się na wysokości około 2 m:
- Psychrometr Augusta (2 termometry – jeden suchy, drugi zwilżony wodą destylowaną)
- Termometr maksymalny i minimalny
- Termograf
- Higrometr
- Higrograf
- Automatyczny czujnik temperatury i wilgotności

oraz wiele innych.